# Scorodocarpus borneensis
Genre
Espèce
Classification phylogénétique
Scorodocarpus est un genre d'arbre tropical de la famille des Olacaceae. Il compte une seule espèce : Scorodocarpus borneensis.

## Synonymes
Ximenia borneensis Baillon

## Description
Scorodocarpus bornensis est un arbre atteignant 60 mètres de hauteur, avec un tronc de 150 cm de diamètre.

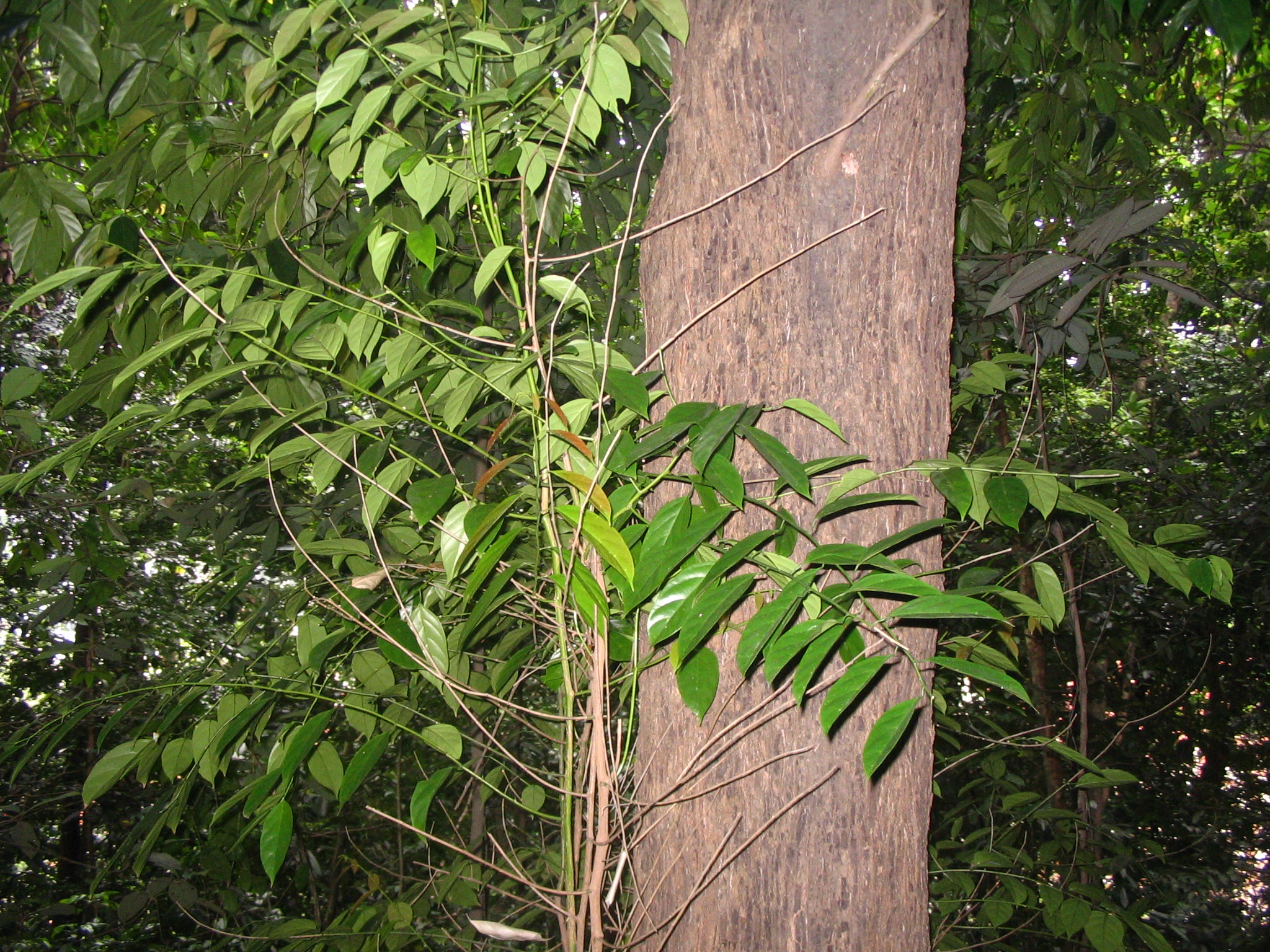
Feuilles et tronc de Scorodocarpus borneensis

## Distribution
Forêts de basse altitude (jusqu'à 600 mètres), Thaïlande, Malaisie, Sumatra et Bornéo.